# Qingmingfestival
Het Qingmingfestival is een traditionele Chinese feestdag. Traditioneel worden op deze dag de graven van de voorouders bezocht en onderhouden. Hij valt elk jaar op 4 of 5 april. Qingming is in de Volksrepubliek China sinds 2008 een officiële vrije dag.
Het Qingmingfestival wordt gevierd op de honderdenvijfde dag na de winterzonnewende (omstreeks Pasen).
Het Qingmingfestival zou mogelijk afgebeeld zijn op de boekrol Langs de rivier tijdens het Qingmingfestival.

## Qingming in de literatuur

### Chinese literatuur
| Titel in Traditioneel Chinees | Titel in Vereenvoudigd Chinees | Titel in pinyin | Schrijver in Traditioneel Chinees | Schrijver in Vereenvoudigd Chinees | Schrijver in pinyin |
| ----------------------------- | ------------------------------ | --------------- | --------------------------------- | ---------------------------------- | ------------------- |
| 清明                          | 清明                           | qīng míng       | 杜牧                              | 杜牧                               | Dù mù               |

| Traditioneel Chinees | Vereenvoudigd Chinees | Pinyin                        |
| -------------------- | --------------------- | ----------------------------- |
| 清明時節雨紛紛       | 清明时节雨纷纷        | qīng míng shí jié yǔ fēn fēn  |
| 路上行人欲斷魂       | 路上行人欲断魂        | lù shàng xíng rén yù duàn hún |
| 借問酒家何處有       | 借问酒家何处有        | jiè wèn jiǔ jiā hé chù yǒu    |
| 牧童遙指杏花村       | 牧童遥指杏花村        | mù tóng yáo zhǐ xìng huā cūn  |

### Vietnamese literatuur
Ngày xuân con én đưa thoi
Thiều quang chín chục đã ngoài sáu mươi
Cỏ non xanh tận chân trời
Cành lê trắng điểm một vài bông hoa
Thanh Minh trong tiết tháng ba
Lễ là Tảo mộ, hội là Đạp thanh
Gần xa nô nức yến oanh
Chị em sắm sửa bộ hành chơi xuân

### Engelse vertaling
Swift swallows and spring days were shuttling by
of ninety radiant ones three score had fled.
Young grass spread all its green to heaven's rim;
some blossoms marked pear branches with white dots.
Now came the Feast of Light in the third month
with graveyard rites and junkets on the green.
As merry pilgrims flocked from near and far,
the sisters and their brother went for a stroll.